# Regionalliga 2024-25
La Regionalliga 2024-25 fue la decimoséptima temporada de la Regionalliga, la décima tercera bajo el nuevo formato, y perteneció al cuarto nivel del fútbol alemán.

## Formato
Para la Regionalliga se decidió un nuevo formato de promoción desde 2019. A partir de esa temporada, la Regionalliga Südwest y West recibieron un lugar de promoción fijo. Un tercer puesto de promoción rotó entre las otras tres divisiones, y los dos campeones restantes participaron en play-offs para un cuarto puesto en el ascenso. La DFB determinó que la Regionalliga Bayern recibiera el tercer lugar de promoción directa esta temporada.

## Regionalliga Nord
Fueron 18 equipos de los estados de Bremen, Hamburgo, Baja Sajonia y Schleswig-Holstein los que compitieron en la décima tercera temporada de la Regionalliga Nord. VfB Lübeck descendió de la 3. Liga 2023-24, Kickers Emden ascendió de la Oberliga Niedersachsen 2023-24, Werder Bremen II ascendió de la Oberliga Bremen 2023-24, mientras que SV Todesfelde ascendió de la Oberliga Schleswig-Holstein 2023-24.

### Clasificación
| Pos. | Equipo                | Pts. | PJ | G  | E  | P  | GF | GC | Dif. | Clasificación o descenso          |
| ---- | --------------------- | ---- | -- | -- | -- | -- | -- | -- | ---- | --------------------------------- |
| 1    | Havelse (C, O, A)     | 74   | 34 | 23 | 5  | 6  | 67 | 34 | +33  | Accede a los play-offs de ascenso |
| 2    | Kickers Emden         | 60   | 34 | 19 | 3  | 12 | 65 | 44 | +21  |                                   |
| 3    | Drochtersen/Assel     | 60   | 34 | 17 | 9  | 8  | 45 | 32 | +13  |                                   |
| 4    | Werder Bremen II      | 58   | 34 | 17 | 7  | 10 | 89 | 56 | +33  |                                   |
| 5    | Phönix Lübeck         | 56   | 34 | 15 | 11 | 8  | 65 | 44 | +21  |                                   |
| 6    | Meppen                | 54   | 34 | 15 | 9  | 10 | 66 | 39 | +27  |                                   |
| 7    | Lübeck                | 54   | 34 | 14 | 12 | 8  | 56 | 50 | +6   |                                   |
| 8    | Hamburgo II           | 49   | 34 | 14 | 7  | 13 | 59 | 66 | −7   |                                   |
| 9    | Blau-Weiß Lohne       | 47   | 34 | 12 | 11 | 11 | 55 | 57 | −2   |                                   |
| 10   | San Pauli II          | 45   | 34 | 13 | 6  | 15 | 52 | 58 | −6   |                                   |
| 11   | Oldemburgo            | 43   | 34 | 11 | 10 | 13 | 51 | 55 | −4   |                                   |
| 12   | Eintracht Norderstedt | 43   | 34 | 12 | 7  | 15 | 43 | 59 | −16  |                                   |
| 13   | Weiche Flensburgo     | 41   | 34 | 11 | 8  | 15 | 52 | 62 | −10  |                                   |
| 14   | Jeddeloh              | 38   | 34 | 9  | 11 | 14 | 46 | 65 | −19  |                                   |
| 15   | Bremer                | 37   | 34 | 11 | 4  | 19 | 60 | 67 | −7   |                                   |
| 16   | Teutonia Ottensen (D) | 33   | 34 | 9  | 6  | 19 | 44 | 78 | −34  | Retiro al final de temporada      |
| 17   | Holstein Kiel II (D)  | 28   | 34 | 7  | 7  | 20 | 45 | 64 | −19  | Oberliga Nord                     |
| 18   | Todesfelde (D)        | 28   | 34 | 7  | 7  | 20 | 24 | 54 | −30  | Oberliga Nord                     |

 Fuente: Soccerway.com
Criterios de clasificación: 1) Puntos; 2) Diferencia de goles; 3) Goles marcados
Notas:
1. ↑  Teutonia Ottensen se retiró de la Regionalliga Nord al final de la temporada.[3]

### Resultados
| Local \ Visitante     | KIE | WEI | TEU | HAM | MEP | OLD | HAV | EMD | TOD | WER | BWL | PAU | PHO | NOR | DRO | LUB | JED | BRE |
| --------------------- | --- | --- | --- | --- | --- | --- | --- | --- | --- | --- | --- | --- | --- | --- | --- | --- | --- | --- |
| Holstein Kiel II      | —   | 2–2 | 0–1 | 2–0 | 1–2 | 2–4 | 0–1 | 1–2 | 1–3 | 1–3 | 1–1 | 0–4 | 1–2 | 5–1 | 0–1 | 1–1 | 1–1 | 1–1 |
| Weiche Flensburgo     | 2–4 | —   | 3–0 | 1–0 | 1–4 | 2–0 | 1–2 | 1–3 | 5–0 | 3–3 | 0–3 | 0–1 | 0–0 | 1–1 | 1–0 | 1–1 | 4–1 | 3–2 |
| Teutonia Ottensen     | 3–1 | 1–0 | —   | 1–1 | 0–3 | 1–4 | 3–0 | 0–2 | 0–1 | 1–3 | 1–1 | 1–4 | 1–9 | 2–1 | 2–0 | 0–5 | 2–2 | 0–3 |
| Hamburgo II           | 2–1 | 2–1 | 5–2 | —   | 2–1 | 5–0 | 0–6 | 1–2 | 3–0 | 1–4 | 3–3 | 4–2 | 1–1 | 2–1 | 1–1 | 2–3 | 2–0 | 5–3 |
| Meppen                | 3–1 | 1–1 | 4–0 | 5–1 | —   | 0–2 | 4–0 | 2–0 | 1–1 | 3–3 | 2–2 | 2–0 | 0–3 | 1–1 | 0–0 | 3–0 | 3–1 | 5–0 |
| Oldemburgo            | 0–3 | 5–1 | 5–2 | 0–0 | 2–2 | —   | 1–1 | 0–3 | 0–0 | 0–3 | 2–4 | 4–0 | 2–2 | 2–0 | 2–3 | 0–2 | 0–1 | 3–0 |
| Havelse               | 1–0 | 2–1 | 2–0 | 6–1 | 2–1 | 4–1 | —   | 0–1 | 3–0 | 4–3 | 2–3 | 3–1 | 3–1 | 2–0 | 2–1 | 1–1 | 2–0 | 2–0 |
| Kickers Emden         | 1–3 | 4–0 | 3–2 | 1–3 | 1–0 | 1–1 | 1–2 | —   | 1–0 | 5–1 | 1–1 | 0–1 | 0–3 | 3–1 | 0–1 | 1–3 | 3–1 | 3–1 |
| Todesfelde            | 0–3 | 1–3 | 2–0 | 0–1 | 0–0 | 0–0 | 0–1 | 1–3 | —   | 1–3 | 0–1 | 2–4 | 0–1 | 0–1 | 1–0 | 0–0 | 2–0 | 1–4 |
| Werder Bremen II      | 3–1 | 4–1 | 2–3 | 5–0 | 4–1 | 1–2 | 0–2 | 3–2 | 1–2 | —   | 3–4 | 3–1 | 3–1 | 1–1 | 1–1 | 1–1 | 8–1 | 3–2 |
| Blau-Weiß Lohne       | 0–1 | 3–1 | 1–1 | 3–2 | 0–2 | 1–0 | 1–3 | 0–2 | 0–3 | 1–3 | —   | 0–0 | 2–0 | 1–1 | 0–0 | 1–3 | 0–3 | 5–3 |
| San Pauli II          | 3–0 | 2–2 | 1–0 | 1–4 | 2–1 | 2–2 | 1–0 | 1–0 | 4–0 | 1–5 | 2–1 | —   | 3–5 | 1–1 | 3–4 | 1–3 | 2–2 | 1–1 |
| Phönix Lübeck         | 4–1 | 2–1 | 3–2 | 1–1 | 1–1 | 3–1 | 1–1 | 1–1 | 3–1 | 0–0 | 1–3 | 2–0 | —   | 0–1 | 1–0 | 1–1 | 3–1 | 2–1 |
| Eintracht Norderstedt | 4–2 | 1–2 | 1–4 | 0–1 | 1–3 | 2–0 | 2–0 | 0–4 | 1–0 | 3–2 | 3–3 | 0–3 | 3–2 | —   | 2–0 | 1–2 | 1–1 | 0–4 |
| Drochtersen/Assel     | 1–1 | 3–0 | 3–2 | 3–1 | 2–1 | 1–1 | 0–0 | 3–1 | 1–1 | 1–0 | 2–0 | 1–0 | 2–1 | 2–1 | —   | 1–1 | 0–1 | 2–0 |
| Lübeck                | 2–2 | 1–2 | 1–4 | 1–0 | 1–0 | 1–1 | 2–2 | 3–1 | 2–1 | 1–6 | 2–1 | 2–0 | 2–2 | 2–3 | 0–1 | —   | 2–2 | 1–4 |
| Jeddeloh              | 3–1 | 1–1 | 2–2 | 2–2 | 1–0 | 1–2 | 1–3 | 2–7 | 0–0 | 3–0 | 1–1 | 1–0 | 1–1 | 1–2 | 1–2 | 3–2 | —   | 1–2 |
| Bremer                | 2–0 | 2–4 | 0–0 | 3–0 | 2–5 | 1–2 | 1–2 | 1–2 | 3–0 | 1–1 | 3–4 | 2–0 | 3–2 | 0–1 | 3–2 | 0–1 | 2–3 | —   |

## Regionalliga Nordost
Fueron 18 equipos de los estados de Berlín, Brandeburgo, Mecklemburgo-Pomerania Occidental, Sajonia, Sajonia-Anhalt y Turingia que compitieron en la décima tercera temporada de la reformada Regionalliga Nordost. Hallescher FC descendió de la 3. Liga 2023-24, Hertha 03 Zehlendorf ascendió de la NOFV-Oberliga Nord 2023-24 y VFC Plauen ascendió de la NOFV-Oberliga Süd 2023-24.

### Clasificación
| Pos. | Equipo                 | Pts. | PJ | G  | E  | P  | GF | GC | Dif. | Clasificación o descenso          |
| ---- | ---------------------- | ---- | -- | -- | -- | -- | -- | -- | ---- | --------------------------------- |
| 1    | Lokomotive Leipzig (C) | 76   | 34 | 23 | 7  | 4  | 65 | 24 | +41  | Accede a los play-offs de ascenso |
| 2    | Hallescher             | 70   | 34 | 21 | 7  | 6  | 56 | 28 | +28  |                                   |
| 3    | Rot-Weiß Érfurt        | 60   | 34 | 17 | 9  | 8  | 60 | 43 | +17  |                                   |
| 4    | Zwickau                | 60   | 34 | 18 | 6  | 10 | 47 | 46 | +1   |                                   |
| 5    | Carl Zeiss Jena        | 58   | 34 | 17 | 7  | 10 | 71 | 45 | +26  |                                   |
| 6    | Greifswalder           | 55   | 34 | 15 | 10 | 9  | 53 | 34 | +19  |                                   |
| 7    | Chemnitzer             | 50   | 34 | 12 | 14 | 8  | 38 | 25 | +13  |                                   |
| 8    | Dinamo Berlín          | 49   | 34 | 13 | 10 | 11 | 52 | 45 | +7   |                                   |
| 9    | Altglienicke           | 47   | 34 | 12 | 11 | 11 | 42 | 35 | +7   |                                   |
| 10   | Hertha Berlín II       | 45   | 34 | 14 | 3  | 17 | 55 | 62 | −7   |                                   |
| 11   | Meuselwitz             | 43   | 34 | 11 | 10 | 13 | 41 | 57 | −16  |                                   |
| 12   | Hertha Zehlendorf      | 38   | 34 | 10 | 8  | 16 | 56 | 61 | −5   |                                   |
| 13   | Babelsberg             | 37   | 34 | 9  | 10 | 15 | 46 | 57 | −11  |                                   |
| 14   | Chemie Leipzig         | 34   | 34 | 8  | 10 | 16 | 33 | 59 | −26  |                                   |
| 15   | Luckenwalde            | 32   | 34 | 7  | 11 | 16 | 28 | 45 | −17  |                                   |
| 16   | Eilenburg              | 32   | 34 | 7  | 11 | 16 | 44 | 62 | −18  |                                   |
| 17   | Viktoria Berlín (D)    | 32   | 34 | 8  | 8  | 18 | 35 | 59 | −24  | Descenso a la Oberliga            |
| 18   | Plauen (D)             | 20   | 34 | 4  | 8  | 22 | 27 | 62 | −35  | Descenso a la Oberliga            |

 Fuente: Soccerway.com
Criterios de clasificación: 1) Puntos; 2) Diferencia de goles; 3) Goles marcados

### Resultados
| Local \ Visitante  | HAL | CHE | CZJ | CHL | PLA | DYN | GRE | ALT | MEU | BAB | ZEH | LUC | RWE | HER | LEI | EIL | VIK | ZWI |
| ------------------ | --- | --- | --- | --- | --- | --- | --- | --- | --- | --- | --- | --- | --- | --- | --- | --- | --- | --- |
| Hallescher         | —   | 0–1 | 2–1 | 3–1 | 1–1 | 2–0 | 1–0 | 1–0 | 2–1 | 2–0 | 4–1 | 1–0 | 2–0 | 4–1 | 0–1 | 2–2 | 3–0 | 2–0 |
| Chemnitzer         | 0–0 | —   | 1–2 | 0–1 | 0–1 | 2–1 | 2–2 | 1–0 | 4–0 | 2–3 | 0–0 | 2–0 | 2–0 | 1–1 | 1–1 | 1–0 | 1–1 | 0–1 |
| Carl Zeiss Jena    | 2–0 | 1–0 | —   | 5–0 | 1–2 | 1–1 | 1–1 | 2–2 | 0–1 | 1–2 | 6–2 | 2–2 | 5–1 | 0–2 | 0–1 | 3–0 | 2–0 | 2–1 |
| Chemie Leipzig     | 1–1 | 2–2 | 0–3 | —   | 1–1 | 1–0 | 1–2 | 0–3 | 1–1 | 1–1 | 3–1 | 1–3 | 0–3 | 2–2 | 0–3 | 2–1 | 4–0 | 0–2 |
| Plauen             | 1–2 | 1–1 | 1–4 | 1–2 | —   | 1–2 | 2–0 | 0–3 | 2–3 | 0–0 | 0–1 | 0–2 | 1–2 | 2–1 | 0–1 | 1–1 | 2–3 | 0–2 |
| Dinamo Berlín      | 1–2 | 0–0 | 2–3 | 2–0 | 3–1 | —   | 1–4 | 3–0 | 4–0 | 3–0 | 2–0 | 0–0 | 1–1 | 3–2 | 0–2 | 1–1 | 3–0 | 2–2 |
| Greifswalder       | 4–0 | 1–1 | 1–3 | 0–0 | 3–0 | 1–2 | —   | 2–1 | 3–0 | 2–1 | 0–0 | 1–0 | 1–2 | 0–1 | 1–1 | 4–2 | 4–1 | 2–1 |
| Altglienicke       | 1–2 | 0–2 | 4–2 | 2–1 | 1–0 | 1–0 | 2–2 | —   | 0–0 | 1–1 | 2–0 | 0–0 | 0–1 | 0–2 | 0–1 | 3–1 | 2–1 | 3–1 |
| Meuselwitz         | 1–2 | 1–0 | 0–3 | 1–3 | 2–2 | 2–2 | 2–1 | 1–0 | —   | 2–3 | 2–2 | 0–1 | 1–0 | 3–2 | 1–3 | 2–1 | 2–1 | 2–0 |
| Babelsberg         | 0–4 | 0–0 | 1–4 | 3–1 | 2–1 | 1–1 | 1–2 | 0–0 | 1–1 | —   | 2–1 | 1–2 | 0–2 | 1–2 | 3–1 | 2–2 | 3–1 | 0–2 |
| Hertha Zehlendorf  | 1–2 | 1–0 | 2–2 | 2–0 | 1–1 | 3–5 | 0–2 | 0–0 | 2–2 | 2–1 | —   | 4–1 | 3–3 | 3–0 | 2–1 | 1–2 | 5–1 | 5–0 |
| Luckenwalde        | 1–1 | 0–2 | 0–1 | 0–0 | 0–1 | 0–0 | 2–1 | 0–0 | 2–2 | 2–2 | 0–3 | —   | 1–2 | 1–0 | 2–2 | 0–2 | 1–0 | 0–1 |
| Rot-Weiß Érfurt    | 0–4 | 0–0 | 3–1 | 5–1 | 1–1 | 4–1 | 2–0 | 1–1 | 0–0 | 1–1 | 2–0 | 3–2 | —   | 4–1 | 2–4 | 2–0 | 3–0 | 4–2 |
| Hertha Berlín II   | 0–1 | 0–1 | 1–4 | 1–2 | 3–1 | 1–2 | 0–0 | 2–4 | 4–1 | 0–4 | 3–0 | 2–1 | 2–1 | —   | 0–6 | 7–1 | 3–1 | 3–0 |
| Lokomotive Leipzig | 1–1 | 0–2 | 3–0 | 2–0 | 2–0 | 4–0 | 0–0 | 2–0 | 3–1 | 2–1 | 2–1 | 1–1 | 0–0 | 4–1 | —   | 2–0 | 1–0 | 3–2 |
| Eilenburg          | 2–2 | 2–2 | 1–1 | 0–0 | 4–0 | 1–2 | 0–3 | 2–2 | 0–1 | 3–2 | 4–3 | 2–0 | 1–2 | 1–3 | 0–3 | —   | 0–0 | 0–0 |
| Viktoria Berlín    | 1–0 | 0–2 | 4–2 | 2–0 | 2–0 | 1–1 | 1–1 | 1–1 | 1–1 | 4–2 | 2–1 | 4–1 | 1–1 | 1–2 | 0–1 | 0–3 | —   | 0–0 |
| Zwickau            | 1–0 | 2–2 | 1–1 | 1–1 | 3–0 | 1–0 | 0–2 | 0–3 | 2–1 | 2–1 | 4–3 | 1–0 | 3–2 | 2–0 | 2–1 | 3–2 | 1–0 | —   |

## Regionalliga West
Fueron 18 equipos de Renania del Norte-Westfalia que compitieron en la décima tercera temporada de la reformada Regionalliga West. MSV Duisburgo descendió de la 3. Liga 2023-24, SV Eintracht Hohkeppel ascendió de la Mittelrheinliga 2023-24, KFC Uerdingen 05 ascendió de la Oberliga Niederrhein 2023-24, Sportfreunde Lotte y Türkspor Dortmund ascendieron de la Oberliga Westfalen 2023-24.

### Clasificación
| Pos. | Equipo                      | Pts. | PJ | G  | E  | P  | GF | GC | Dif. | Ascenso o descenso     |
| ---- | --------------------------- | ---- | -- | -- | -- | -- | -- | -- | ---- | ---------------------- |
| 1    | Duisburgo (C, A)            | 69   | 30 | 21 | 6  | 3  | 60 | 22 | +38  | Ascenso a la 3. Liga   |
| 2    | Gütersloh                   | 58   | 30 | 18 | 4  | 8  | 68 | 40 | +28  |                        |
| 3    | Sportfreunde Lotte          | 52   | 30 | 15 | 7  | 8  | 60 | 45 | +15  |                        |
| 4    | Rot-Weiß Oberhausen         | 50   | 30 | 15 | 5  | 10 | 55 | 42 | +13  |                        |
| 5    | Rödinghausen                | 50   | 30 | 14 | 8  | 8  | 47 | 36 | +11  |                        |
| 6    | Fortuna Colonia             | 48   | 30 | 13 | 9  | 8  | 47 | 38 | +9   |                        |
| 7    | Borussia Mönchengladbach II | 46   | 30 | 13 | 7  | 10 | 46 | 45 | +1   |                        |
| 8    | Colonia II                  | 43   | 30 | 12 | 7  | 11 | 48 | 39 | +9   |                        |
| 9    | Paderborn 07 II             | 37   | 30 | 10 | 7  | 13 | 47 | 46 | +1   |                        |
| 10   | Bocholt                     | 34   | 30 | 8  | 10 | 12 | 56 | 58 | −2   |                        |
| 11   | Fortuna Düsseldorf II       | 33   | 30 | 8  | 9  | 13 | 34 | 39 | −5   |                        |
| 12   | Wiedenbrück                 | 33   | 30 | 10 | 3  | 17 | 38 | 53 | −15  |                        |
| 13   | Wuppertaler                 | 31   | 30 | 8  | 7  | 15 | 30 | 54 | −24  |                        |
| 14   | Schalke 04 II               | 27   | 30 | 7  | 6  | 17 | 32 | 50 | −18  |                        |
| 15   | Eintracht Hohkeppel (D)     | 25   | 30 | 6  | 7  | 17 | 38 | 65 | −27  | Descenso a la Oberliga |
| 16   | Düren (D)                   | 20   | 30 | 7  | 8  | 15 | 26 | 60 | −34  | Descenso a la Oberliga |
| 17   | Türkspor Dortmund (D)       | 0    | 0  | 0  | 0  | 0  | 0  | 0  | 0    | Descenso a la Oberliga |
| 18   | Uerdingen 05 (D)            | 0    | 0  | 0  | 0  | 0  | 0  | 0  | 0    | Descenso a la Oberliga |

 Fuente: Soccerway.com
Criterios de clasificación: 1) Puntos; 2) Diferencia de goles; 3) Goles marcados
Notas:
1. ↑  Düren fue penalizado con una reducción de 9 puntos por declararse en insolvencia.[4] Tras no solicitar licencia para la siguiente temporada descendió a la Oberliga.[5]
2. ↑  El Türkspor Dortmund se retiró de la Regionalliga West el 12 de marzo de 2025. Posteriormente, todos sus resultados fueron anulados.[6]
3. ↑  KFC Uerdingen fue penalizado con una reducción de 9 puntos por declararse en insolvencia.[7] Posteriormente el 22 de abril de 2025 se retiró de la Regionalliga West, todos sus resultados fueron anulados.[8]

### Resultados
| Local \ Visitante           | DUI | TUR | MON | COL | OBE | ROD | WUP | LOT | UER | PAD | SCH | DUS | SCF | WIE | BOC | DUR | GUT | HOK |
| --------------------------- | --- | --- | --- | --- | --- | --- | --- | --- | --- | --- | --- | --- | --- | --- | --- | --- | --- | --- |
| Duisburgo                   | —   | —   | 3–1 | 3–1 | 0–2 | 2–1 | 3–0 | 1–0 | —   | 0–0 | 4–0 | 2–2 | 2–0 | 3–1 | 1–1 | 1–0 | 3–4 | 2–0 |
| Türkspor Dortmund           | —   | —   | —   | —   | —   | —   | —   | —   | —   | —   | —   | —   | —   | —   | —   | —   | —   | —   |
| Borussia Mönchengladbach II | 0–1 | —   | —   | 0–4 | 0–1 | 1–1 | 4–2 | 1–2 | —   | 2–1 | 0–0 | 2–1 | 0–3 | 1–1 | 2–2 | 5–0 | 1–4 | 1–1 |
| Colonia II                  | 1–1 | —   | 0–0 | —   | 3–2 | 1–0 | 0–1 | 1–3 | —   | 5–0 | 4–0 | 0–2 | 1–2 | 1–0 | 4–5 | 1–2 | 0–1 | 2–0 |
| Rot-Weiß Oberhausen         | 0–2 | —   | 2–4 | 1–1 | —   | 2–2 | 3–2 | 1–1 | —   | 2–0 | 0–3 | 2–1 | 2–0 | 3–1 | 1–2 | 2–0 | 3–2 | 1–0 |
| Rödinghausen                | 0–1 | —   | 0–0 | 2–0 | 2–1 | —   | 3–0 | 2–3 | —   | 4–2 | 0–0 | 3–2 | 1–0 | 3–2 | 2–0 | 0–0 | 1–4 | 2–0 |
| Wuppertaler                 | 1–2 | —   | 2–1 | 1–2 | 0–5 | 2–2 | —   | 0–0 | —   | 1–4 | 1–0 | 1–1 | 3–1 | 0–1 | 1–5 | 4–1 | 2–0 | 1–1 |
| Sportfreunde Lotte          | 0–4 | —   | 4–1 | 0–1 | 1–4 | 1–1 | 0–1 | —   | —   | 3–2 | 4–1 | 3–3 | 1–1 | 0–2 | 4–1 | 4–1 | 3–2 | 2–0 |
| Uerdingen 05                | —   | —   | —   | —   | —   | —   | —   | —   | —   | —   | —   | —   | —   | —   | —   | —   | —   | —   |
| Paderborn 07 II             | 2–1 | —   | 0–1 | 2–2 | 3–1 | 2–0 | 2–0 | 1–3 | —   | —   | 2–0 | 1–1 | 0–0 | 1–2 | 2–2 | 1–1 | 1–2 | 3–0 |
| Schalke 04 II               | 1–2 | —   | 0–1 | 1–0 | 1–2 | 2–2 | 1–0 | 1–2 | —   | 0–4 | —   | 3–1 | 0–1 | 2–0 | 0–0 | 1–4 | 1–1 | 5–0 |
| Fortuna Düsseldorf II       | 0–1 | —   | 0–1 | 0–0 | 0–0 | 4–1 | 0–2 | 1–4 | —   | 3–1 | 2–1 | —   | 0–1 | 0–1 | 1–0 | 1–1 | 0–2 | 1–2 |
| Fortuna Colonia             | 0–0 | —   | 4–2 | 3–3 | 3–1 | 2–0 | 1–0 | 1–1 | —   | 1–3 | 3–0 | 0–2 | —   | 1–3 | 1–1 | 1–0 | 1–1 | 4–1 |
| Wiedenbrück                 | 0–2 | —   | 0–1 | 1–2 | 1–3 | 0–1 | 0–0 | 2–4 | —   | 2–1 | 0–2 | 1–2 | 4–2 | —   | 2–1 | 2–1 | 0–3 | 0–3 |
| Bocholt                     | 2–4 | —   | 2–4 | 1–0 | 1–1 | 0–2 | 1–1 | 3–4 | —   | 1–3 | 3–1 | 1–1 | 3–5 | 3–3 | —   | 1–1 | 0–1 | 3–1 |
| Düren                       | 0–6 | —   | 0–0 | 2–2 | 1–4 | 0–4 | 0–0 | 2–1 | —   | 2–1 | 1–1 | 2–0 | 0–0 | 1–0 | 0–3 | —   | 0–6 | 2–1 |
| Gütersloh                   | 0–1 | —   | 0–2 | 2–4 | 2–1 | 2–3 | 7–0 | 1–0 | —   | 3–2 | 3–2 | 0–2 | 2–2 | 3–1 | 4–3 | 2–0 | —   | 3–0 |
| Eintracht Hohkeppel         | 2–2 | —   | 2–4 | 1–2 | 3–2 | 0–2 | 3–1 | 2–2 | —   | 1–1 | 2–1 | 0–0 | 1–3 | 2–4 | 2–5 | 4–1 | 1–1 | —   |

## Regionalliga Südwest
Fueron 18 equipos de Baden-Wurtemberg, Hesse, Renania-Palatinado y Sarre que compitieron en la décima tercera temporada de la Regionalliga Südwest. Friburgo II descendió de la 3. Liga 2023-24, FC Gießen ascendió de la Hessenliga 2023-24, Eintracht Tréveris ascendió de la Oberliga Rheinland-Pfalz/Saar 2023-24, además FC 08 Villingen y 1. Göppinger SV ascendieron de la Oberliga Baden-Wurtemberg 2023-24.

### Clasificación
| Pos. | Equipo                     | Pts. | PJ | G  | E  | P  | GF | GC | Dif. | Ascenso o descenso     |
| ---- | -------------------------- | ---- | -- | -- | -- | -- | -- | -- | ---- | ---------------------- |
| 1    | Hoffenheim II (C, A)       | 75   | 34 | 23 | 6  | 5  | 86 | 33 | +53  | Ascenso a la 3. Liga   |
| 2    | Kickers Offenbach          | 64   | 34 | 18 | 10 | 6  | 75 | 42 | +33  |                        |
| 3    | Freiberg                   | 63   | 34 | 19 | 6  | 9  | 55 | 37 | +18  |                        |
| 4    | Steinbach                  | 56   | 34 | 16 | 8  | 10 | 46 | 46 | 0    |                        |
| 5    | FSV Frankfurt              | 55   | 34 | 16 | 7  | 11 | 60 | 50 | +10  |                        |
| 6    | Stuttgarter Kickers        | 52   | 34 | 15 | 7  | 12 | 56 | 46 | +10  |                        |
| 7    | Friburgo II                | 52   | 34 | 15 | 7  | 12 | 56 | 50 | +6   |                        |
| 8    | Homburgo                   | 47   | 34 | 12 | 11 | 11 | 56 | 45 | +11  |                        |
| 9    | Hessen Kassel              | 47   | 34 | 14 | 5  | 15 | 54 | 56 | −2   |                        |
| 10   | Barockstadt Fulda-Lehnerz  | 46   | 34 | 11 | 13 | 10 | 41 | 45 | −4   |                        |
| 11   | Astoria Walldorf           | 43   | 34 | 12 | 7  | 15 | 57 | 58 | −1   |                        |
| 12   | Mainz 05 II                | 41   | 34 | 12 | 5  | 17 | 48 | 53 | −5   |                        |
| 13   | Eintracht Tréveris         | 41   | 34 | 11 | 8  | 15 | 46 | 61 | −15  |                        |
| 14   | Bahlinger                  | 40   | 34 | 12 | 4  | 18 | 37 | 67 | −30  |                        |
| 15   | Gießen (D)                 | 38   | 34 | 10 | 8  | 16 | 37 | 56 | −19  | Descenso a la Oberliga |
| 16   | Eintracht Fráncfort II (D) | 35   | 34 | 9  | 8  | 17 | 45 | 49 | −4   | Descenso a la Oberliga |
| 17   | Göppinger (D)              | 35   | 34 | 9  | 8  | 17 | 45 | 64 | −19  | Descenso a la Oberliga |
| 18   | Villingen (D)              | 21   | 34 | 5  | 6  | 23 | 44 | 86 | −42  | Descenso a la Oberliga |

 Fuente: Soccerway.com
Criterios de clasificación: 1) Puntos; 2) Diferencia de goles; 3) Goles marcados

### Resultados
| Local \ Visitante         | HOM | AST | MAZ | OFF | GOP | BSC | GIE | FRE | VIL | KAS | HOF | FRA | FRI | STE | BFL | EIN | TRE | SKI |
| ------------------------- | --- | --- | --- | --- | --- | --- | --- | --- | --- | --- | --- | --- | --- | --- | --- | --- | --- | --- |
| Homburgo                  | —   | 2–0 | 4–0 | 5–1 | 2–1 | 0–1 | 3–2 | 1–2 | 6–0 | 1–1 | 1–0 | 2–3 | 2–2 | 0–0 | 1–1 | 5–2 | 0–1 | 1–1 |
| Astoria Walldorf          | 1–1 | —   | 3–2 | 0–2 | 1–1 | 2–0 | 3–1 | 2–4 | 1–1 | 2–2 | 1–4 | 3–1 | 2–0 | 1–3 | 2–3 | 1–2 | 5–0 | 3–2 |
| Mainz 05 II               | 0–0 | 1–2 | —   | 4–2 | 2–1 | 3–1 | 3–1 | 3–2 | 3–1 | 3–0 | 1–5 | 3–0 | 0–1 | 0–1 | 0–1 | 0–0 | 0–1 | 4–1 |
| Kickers Offenbach         | 5–1 | 3–2 | 3–2 | —   | 4–1 | 3–0 | 1–1 | 0–2 | 3–1 | 6–2 | 0–0 | 5–0 | 3–1 | 5–1 | 2–1 | 1–0 | 2–2 | 2–0 |
| Göppinger                 | 0–1 | 2–3 | 3–1 | 2–2 | —   | 0–1 | 5–4 | 1–2 | 1–6 | 0–2 | 3–4 | 1–0 | 1–0 | 1–1 | 1–1 | 2–3 | 3–0 | 0–0 |
| Bahlinger                 | 0–0 | 2–1 | 4–3 | 1–5 | 1–0 | —   | 0–1 | 1–3 | 3–4 | 2–1 | 0–3 | 3–2 | 3–3 | 1–0 | 0–1 | 0–1 | 3–3 | 1–3 |
| Gießen                    | 0–2 | 1–2 | 3–1 | 1–1 | 1–1 | 1–0 | —   | 1–0 | 2–1 | 3–1 | 0–1 | 0–3 | 0–0 | 0–2 | 2–2 | 0–2 | 0–3 | 2–2 |
| Freiberg                  | 1–0 | 2–1 | 0–1 | 0–0 | 2–2 | 1–0 | 1–0 | —   | 3–1 | 1–0 | 1–3 | 1–1 | 2–0 | 4–0 | 1–1 | 1–0 | 1–0 | 2–2 |
| Villingen                 | 3–3 | 1–2 | 0–0 | 3–2 | 1–3 | 0–2 | 1–1 | 2–4 | —   | 2–4 | 3–1 | 1–5 | 2–5 | 1–3 | 1–3 | 2–0 | 0–2 | 0–1 |
| Hessen Kassel             | 2–1 | 1–4 | 1–3 | 4–1 | 0–2 | 2–0 | 2–0 | 1–0 | 2–1 | —   | 2–4 | 0–1 | 1–3 | 0–2 | 1–1 | 2–0 | 0–0 | 1–3 |
| Hoffenheim II             | 3–2 | 2–2 | 5–0 | 1–1 | 4–0 | 4–0 | 4–1 | 2–3 | 3–1 | 2–1 | —   | 2–3 | 3–0 | 1–1 | 2–0 | 3–1 | 3–0 | 3–0 |
| FSV Frankfurt             | 0–3 | 2–2 | 1–0 | 0–1 | 5–2 | 1–1 | 0–1 | 2–1 | 3–0 | 1–4 | 2–1 | —   | 1–0 | 1–1 | 5–1 | 3–1 | 3–1 | 0–1 |
| Friburgo II               | 3–2 | 2–0 | 1–3 | 2–2 | 4–2 | 4–0 | 0–1 | 2–1 | 1–1 | 1–1 | 1–5 | 0–3 | —   | 3–0 | 1–0 | 0–0 | 4–2 | 2–1 |
| Steinbach                 | 1–1 | 2–1 | 2–1 | 1–0 | 0–1 | 0–2 | 2–3 | 0–2 | 3–1 | 1–3 | 0–0 | 2–1 | 3–0 | —   | 3–3 | 3–1 | 1–1 | 2–1 |
| Barockstadt Fulda-Lehnerz | 1–1 | 2–1 | 1–0 | 0–3 | 0–0 | 0–1 | 1–3 | 1–2 | 1–1 | 1–2 | 0–0 | 1–1 | 1–0 | 0–1 | —   | 2–1 | 3–1 | 2–1 |
| Eintracht Fráncfort II    | 0–1 | 0–0 | 0–0 | 0–0 | 1–2 | 7–0 | 3–0 | 1–1 | 6–0 | 3–2 | 1–2 | 2–2 | 1–5 | 0–1 | 2–3 | —   | 1–2 | 0–0 |
| Eintracht Tréveris        | 4–1 | 3–1 | 1–1 | 0–3 | 2–0 | 4–1 | 0–0 | 2–0 | 3–1 | 0–1 | 0–4 | 3–3 | 1–3 | 1–2 | 0–0 | 1–5 | —   | 0–6 |
| Stuttgarter Kickers       | 3–0 | 1–0 | 1–0 | 1–1 | 3–0 | 1–2 | 3–0 | 3–2 | 1–0 | 1–5 | 1–2 | 0–1 | 0–2 | 5–1 | 2–2 | 2–1 | 3–2 | —   |

## Regionalliga Bayern
Fueron 18 equipos de Baviera que compitieron en la décima segunda temporada de la Regionalliga Bayern. SpVgg Hankofen-Hailing ascendió de la Bayernliga Nord 2023-24, mientras que TSV Schwaben Augsburgo ascendió de la Bayernliga Süd 2023-24.

### Clasificación
| Pos. | Equipo                     | Pts. | PJ | G  | E  | P  | GF | GC | Dif. | Ascenso o descenso           |
| ---- | -------------------------- | ---- | -- | -- | -- | -- | -- | -- | ---- | ---------------------------- |
| 1    | Schweinfurt 05 (C, A)      | 68   | 34 | 21 | 5  | 8  | 69 | 39 | +30  | Ascenso a la 3. Liga         |
| 2    | Buchbach                   | 59   | 34 | 16 | 11 | 7  | 65 | 45 | +20  |                              |
| 3    | Würzburger Kickers         | 57   | 34 | 15 | 12 | 7  | 58 | 38 | +20  |                              |
| 4    | Bayern Múnich II           | 56   | 34 | 16 | 8  | 10 | 73 | 48 | +25  |                              |
| 5    | Greuther Fürth II          | 56   | 34 | 15 | 11 | 8  | 60 | 45 | +15  |                              |
| 6    | Bayreuth                   | 55   | 34 | 15 | 10 | 9  | 55 | 40 | +15  |                              |
| 7    | Wacker Burghausen          | 52   | 34 | 15 | 7  | 12 | 60 | 50 | +10  |                              |
| 8    | Vilzing                    | 52   | 34 | 15 | 7  | 12 | 53 | 54 | −1   |                              |
| 9    | Illertissen                | 51   | 34 | 14 | 9  | 11 | 44 | 33 | +11  |                              |
| 10   | Ansbach                    | 46   | 34 | 11 | 13 | 10 | 46 | 54 | −8   |                              |
| 11   | Núremberg II               | 45   | 34 | 11 | 12 | 11 | 62 | 60 | +2   |                              |
| 12   | Augsburgo II               | 42   | 34 | 11 | 9  | 14 | 66 | 64 | +2   |                              |
| 13   | Aubstadt                   | 40   | 34 | 10 | 10 | 14 | 44 | 49 | −5   |                              |
| 14   | Schwaben Augsburgo         | 40   | 34 | 11 | 7  | 16 | 51 | 57 | −6   |                              |
| 15   | Viktoria Aschaffenburg (O) | 40   | 34 | 9  | 13 | 12 | 35 | 47 | −12  | Play-offs por la permanencia |
| 16   | Hankofen-Hailing (O)       | 29   | 34 | 7  | 8  | 19 | 35 | 72 | −37  | Play-offs por la permanencia |
| 17   | Eintracht Bamberg (D)      | 25   | 34 | 6  | 7  | 21 | 26 | 72 | −46  | Descenso a la Bayernliga     |
| 18   | Türkgücü Múnich (D)        | 22   | 34 | 5  | 7  | 22 | 31 | 67 | −36  | Descenso a la Bayernliga     |

 Fuente: Soccerway.com
Criterios de clasificación: 1) Puntos; 2) Diferencia de goles; 3) Goles marcados

### Resultados
| Local \ Visitante      | NUR | FCB | ANS | AUB | BUR | BAM | ASC | SCH | AUG | SHE | BUC | HAN | ILL | VIL | TUR | BAY | FUR | WUR |
| ---------------------- | --- | --- | --- | --- | --- | --- | --- | --- | --- | --- | --- | --- | --- | --- | --- | --- | --- | --- |
| Núremberg II           | —   | 1–2 | 1–1 | 1–0 | 3–1 | 4–0 | 3–3 | 2–1 | 3–1 | 2–3 | 1–2 | 2–2 | 2–0 | 1–1 | 1–3 | 1–3 | 0–2 | 3–3 |
| Bayern Múnich II       | 4–0 | —   | 2–2 | 2–2 | 5–2 | 6–0 | 4–1 | 3–0 | 2–4 | 1–2 | 2–3 | 1–1 | 3–2 | 1–1 | 5–0 | 4–2 | 4–0 | 0–2 |
| Ansbach                | 1–4 | 1–0 | —   | 1–1 | 0–3 | 1–1 | 4–1 | 2–1 | 2–1 | 0–2 | 2–2 | 4–0 | 1–0 | 1–1 | 1–1 | 0–1 | 0–0 | 1–2 |
| Aubstadt               | 1–1 | 2–1 | 2–3 | —   | 0–1 | 5–2 | 1–1 | 2–3 | 0–5 | 1–0 | 1–1 | 0–1 | 1–3 | 4–2 | 2–1 | 0–0 | 1–3 | 0–1 |
| Wacker Burghausen      | 3–3 | 0–1 | 0–0 | 0–0 | —   | 0–1 | 0–0 | 1–0 | 2–1 | 2–5 | 2–2 | 4–1 | 1–1 | 1–3 | 1–0 | 3–1 | 2–4 | 2–0 |
| Eintracht Bamberg      | 4–4 | 0–2 | 1–3 | 0–3 | 0–4 | —   | 1–1 | 0–2 | 3–3 | 2–1 | 0–4 | 2–0 | 0–2 | 1–2 | 0–2 | 0–3 | 1–0 | 0–4 |
| Viktoria Aschaffenburg | 3–1 | 0–2 | 4–1 | 1–1 | 0–4 | 0–0 | —   | 1–0 | 0–0 | 2–2 | 0–0 | 2–1 | 1–0 | 0–2 | 1–0 | 1–0 | 3–3 | 0–2 |
| Schwaben Augsburgo     | 0–3 | 1–1 | 2–3 | 0–2 | 3–2 | 2–0 | 2–1 | —   | 0–3 | 4–3 | 0–2 | 1–1 | 0–1 | 3–2 | 1–1 | 1–1 | 2–3 | 1–1 |
| Augsburgo II           | 5–4 | 1–3 | 7–1 | 0–3 | 2–3 | 0–1 | 2–1 | 2–5 | —   | 2–6 | 4–3 | 1–1 | 0–0 | 0–2 | 0–1 | 1–1 | 1–1 | 1–3 |
| Schweinfurt 05         | 3–1 | 1–2 | 1–2 | 2–0 | 3–2 | 2–0 | 1–1 | 0–2 | 2–0 | —   | 3–1 | 5–0 | 1–0 | 3–2 | 2–0 | 0–0 | 2–1 | 2–1 |
| Buchbach               | 0–0 | 2–1 | 1–1 | 3–2 | 1–1 | 2–1 | 3–0 | 1–1 | 5–2 | 1–1 | —   | 5–1 | 3–0 | 1–1 | 2–0 | 4–1 | 1–4 | 1–0 |
| Hankofen-Hailing       | 1–2 | 2–0 | 2–1 | 1–0 | 3–5 | 1–0 | 0–3 | 4–2 | 1–1 | 1–3 | 1–1 | —   | 0–1 | 2–3 | 0–2 | 1–0 | 0–3 | 1–1 |
| Illertissen            | 0–2 | 2–2 | 0–0 | 3–1 | 1–2 | 1–0 | 1–0 | 1–1 | 0–0 | 1–3 | 2–0 | 3–1 | —   | 5–0 | 2–1 | 3–3 | 0–0 | 0–1 |
| Vilzing                | 3–1 | 3–0 | 1–0 | 0–1 | 0–3 | 3–0 | 0–0 | 0–4 | 0–3 | 3–1 | 3–1 | 3–1 | 0–1 | —   | 3–1 | 2–2 | 0–2 | 1–1 |
| Türkgücü Múnich        | 0–1 | 1–1 | 2–2 | 1–3 | 0–2 | 1–2 | 0–2 | 1–3 | 1–2 | 0–2 | 1–4 | 2–2 | 2–2 | 0–2 | —   | 1–4 | 1–0 | 2–2 |
| Bayreuth               | 1–1 | 1–1 | 1–3 | 3–0 | 1–0 | 1–0 | 3–0 | 3–2 | 2–2 | 0–1 | 2–0 | 1–0 | 1–0 | 2–4 | 4–0 | —   | 1–0 | 1–1 |
| Greuther Fürth II      | 1–1 | 5–1 | 1–1 | 1–1 | 3–1 | 2–2 | 3–1 | 1–0 | 2–6 | 1–1 | 1–3 | 3–0 | 0–3 | 2–0 | 3–2 | 3–1 | —   | 1–1 |
| Würzburger Kickers     | 2–2 | 1–4 | 5–0 | 1–1 | 2–0 | 1–1 | 0–0 | 3–1 | 0–3 | 1–0 | 3–0 | 5–1 | 0–3 | 4–0 | 3–0 | 0–4 | 1–1 | —   |

### Play-offs por la permanencia
- Viktoria Aschaffenburg (15.° de la Regionalliga Bayern)
- Hankofen-Hailing (16.° de la Regionalliga Bayern)
- Eltersdorf (Subcampeón de la Bayernliga Nord)
- Erlbach (Subcampeón de la Bayernliga Süd)

| Equipo 1               | Agr.         | Equipo 2   | Ida | Vuelta |
| ---------------------- | ------------ | ---------- | --- | ------ |
| Viktoria Aschaffenburg | 1–1 (4–1 p.) | Eltersdorf | 0–1 | 1–0    |
| Hankofen-Hailing       | 2–1          | Erlbach    | 1–0 | 1–1    |

## Play-off de ascenso
Los campeones de las dos ligas regionales establecidas con anterioridad participaron en el play-off de ascenso a la 3. Liga. El ganador del juego de promoción consiguió el ascenso para la tercera división de la siguiente temporada.
En el caso de una exención de participación de los equipos, o si ningún equipo clasificaba atléticamente de una liga regional, se declaraba byes.
Los siguientes equipos clasificaron deportivamente para los juegos de ascenso:
- Campeón de la Regionalliga Nordost:  Lokomotive Leipzig
- Campeón de la Regionalliga Nord:  Havelse

| Equipo 1           | Agr.        | Equipo 2 | Ida | Vuelta |
| ------------------ | ----------- | -------- | --- | ------ |
| Lokomotive Leipzig | 1–4 (t. s.) | Havelse  | 1–1 | 0–3    |

### Partidos
Los horarios corresponden al horario de verano europeo (UTC+2).
| Ida; 28 de mayo de 2025 | Lokomotive Leipzig | 1:1 (0:0)                     | Havelse  | Bruno-Plache-Stadion, Leipzig                              |                                                            |
| 19:00                   | Čevis 90+1'        | DFB Reporte Soccerway Reporte | Ilic 89' | Asistencia: 10 080 espectadores Árbitro(s): Michael Bacher | Asistencia: 10 080 espectadores Árbitro(s): Michael Bacher |

| Vuelta; 1 de junio de 2025 | Havelse                     | 3:0 (0:0, 0:0) (t. s.)(Global 4:1) | Lokomotive Leipzig | Wilhelm-Langrehr-Stadion, Garbsen                     |                                                       |
| 13:30                      | Düker 95', 114' · Ilic 109' | DFB Reporte Soccerway Reporte      |                    | Asistencia: 2300 espectadores Árbitro(s): Patrick Alt | Asistencia: 2300 espectadores Árbitro(s): Patrick Alt |

- Havelse ganó en el resultado global con un marcador de 4-1, por tanto logró el ascenso a la 3. Liga para la siguiente temporada.